# Tmarus wiedenmeyeri
Tmarus wiedenmeyeri är en spindelart som beskrevs av Schenkel 1953. Tmarus wiedenmeyeri ingår i släktet Tmarus och familjen krabbspindlar.
Artens utbredningsområde är Venezuela. Inga underarter finns listade i Catalogue of Life.